# Condado de Sagadahoc

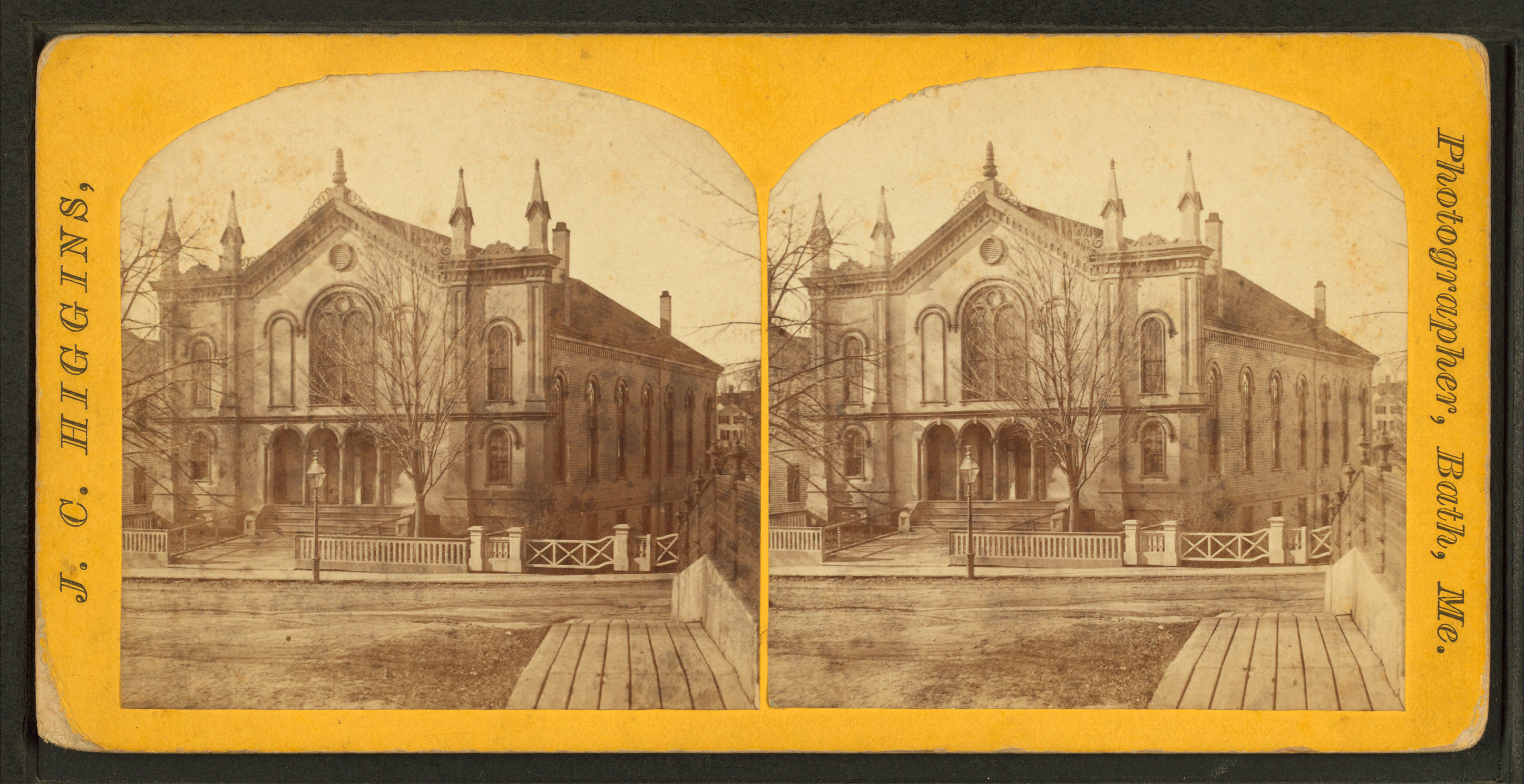
Universalist Church no Condado de Sagadahoc

O Condado de Sagadahoc é um dos 16 condados do Estado americano do Maine. A sede do condado é Bath, e sua maior cidade é Bath. O condado possui uma área de 959 km² (dos quais 301 km² estão cobertos por água), uma população de 35 214 habitantes, e uma densidade populacional de 54 hab/km² (segundo o censo nacional de 2000). O condado foi fundado em 1860.